# Katrat ar-Rajhan
Katrat ar-Rajhan (arab. قطرة الريحان) – wieś w Syrii, w muhafazie Hama. W 2004 roku liczyła 659 mieszkańców.